# فليتشير هندرسون
فليتشير هندرسون (بالإنجليزية: Fletcher Henderson)‏ هو ملحن وعازف بيانو أمريكي، ولد في 18 ديسمبر 1897 في كوثبرت في الولايات المتحدة، وتوفي في 29 ديسمبر 1952 في نيويورك في الولايات المتحدة.

## وصلات خارجية
- فليتشير هندرسون على موقع IMDb (الإنجليزية)
- فليتشير هندرسون على موقع الموسوعة البريطانية (الإنجليزية)
- فليتشير هندرسون على موقع ميوزك برينز (الإنجليزية)
- فليتشير هندرسون على موقع إن إن دي بي (الإنجليزية)
- فليتشير هندرسون على موقع أول ميوزيك (الإنجليزية)
- فليتشير هندرسون على موقع ديسكوغز (الإنجليزية)
- فليتشير هندرسون على موقع قاعدة بيانات الفيلم (الإنجليزية)